# Nghênh Giang
Nghênh Giang hay Nghinh Giang (chữ Hán giản thể: 迎江区, âm Hán Việt: Nghinh Giang khu hay Nghênh Giang khu) là một quận của địa cấp thị An Khánh, tỉnh An Huy, Cộng hòa Nhân dân Trung Hoa. Quận này có diện tích 11 km², dân số 150.000 người, mã số bưu chính là 246003. Về mặt hành chính, quận Nghênh Giang được chia thành 6 nhai đạo biện sự xứ: Nghi Thành Lộ, Nhân dân Lộ, Hiếu Túc Lộ, Kiến Thiết Lộ, Hoa Trung Lộ, Tân Hà Lộ và 4 trấn: Trường Phong, Long Sư Kiều, Tân Châu với Lão Phong.